# Hamburger Turnblatt
Das Hamburger Turnblatt war eine deutsche Sportzeitschrift.
Es war das amtliche Mitteilungsblatt des Hamburger Turnverbandes e.V. und erschien seit 1958 im Hoffmann Verlag.
Nach nur einem Jahr wurde es wieder eingestellt.